# Mordechaj Alkachi
Mordechaj Alkachi (hebr.: מרדכי אלקחי, ur. 10 marca 1925 w Petach Tikwie, zm. 16 kwietnia 1947 w Akce) – żydowski bojownik, członek Irgunu. Został powieszony przez władze Mandatu Palestyny w więzieniu w Akce. Był on pierwszym powieszonym bojownikiem podziemia od czasu wyroku na Szlomo Ben Josefie. Został włączony w poczet Olej ha-Gardom.

## Życiorys

### Młodość
Urodził się w ubogiej rodzinie. Jego rodzice, Ora i Awraham Alkachi, byli Żydami z Turcji, którzy dokonali aliji do Ziemi Izraela. Jako nastolatek podjął pracę zarobkową w celu pomocy rodzinie. Wstąpił również do klubu sportowego Makabi ha-Ca’ir jako pływak. W 1941 roku, jako reprezentant Makabi Awszalom, zajął pierwsze miejsce w kraju w zawodach.

### Działalność w Irgunie
W 1943 roku wstąpił do Irgunu i podjął działania przeciw siłom brytyjskim. Brał udział m.in. w sabotowaniu linii telegraficznych, ataku na skład broni w Rosz ha-Ajin i posterunki wojskowe w Tel Awiwie i Netanji, także w ataku na posterunek policji w Ramat Gan.
W 1946 roku policja brytyjska złapała Binjamina Kimchi. Brał on udział w ataku na bank w Jafie. W grudniu został skazany na karę 18 lat pozbawienia wolności oraz karę chłosty. Był to pierwszy przypadek, kiedy członek żydowskiego podziemia został skazany na karę cielesną. Dowództwo Irgunu ostrzegło Brytyjczyków, że jeżeli ci wykonają karę chłosty, to tak samo będą traktowani pojmani przez organizację oficerowie armii brytyjskiej. 27 grudnia wykonano karę mimo gróźb. W zamian za to Irgun rozpoczął akcję o kryptonimie Noc chłosty. Jej celem było porywanie brytyjskich wojskowych w Netanji, Tel Awiwie i Riszon le-Cijjon.
W jednej z takich akcji miał brać udział Alkachi z Jechielem Dreznerem, Eliezerem Kaszanim, Chaimem Golowskim i Awrahamem Mizrachim. 29 grudnia 1946 roku grupa pojechała do Petach Tikwy samochodem. Po drodze natknęli się na posterunek drogowy, z którego otwarto ogień do bojowników. Mizrachi zginął od postrzału, a reszta została złapana i przetransportowana do pobliskiego obozu wojskowego.

## Proces
10 lutego 1947 roku rozpoczął się proces w Jerozolimie. Bojownicy odmawiali zeznań i nie przyznawali się do winy. Podczas procesu Drezner i Golowski oświadczyli, że nie uznają autorytetu sądu, ponieważ powinni być traktowani jako jeńcy wojenni, co uprawniało władze mandatowe do przetrzymywania ich, ale nie skazywania. Wszyscy uznali władzę brytyjską za niewolniczy wyzysk i okupację, przeciwko której należy wystąpić zbrojnie. Proces zakończył się wyrokami śmierci dla Dreznera, Alkachiego i Kaszaniego. Golowski, ze względu na niepełnoletniość, został skazany na dożywocie. Po odczytaniu wyroku wszyscy czterej mieli odśpiewać hymn Hatikwę.
Społeczność Petach Tikwy i rodziny skazanych podpisały petycję do Sądu Najwyższego o złagodzenie wyroku ze względu na uchybienia w procesie i niewłaściwe traktowanie więźniów. Nie przyniosło to skutku, a 15 kwietnia Alkachi, Drezner i Kaszani zostali wywiezieni do więzienia w Akce. 16 kwietnia od godziny czwartej rano rozpoczęto wykonywanie kary śmierci. Pierwszy został powieszony Dow Gruner, wszyscy zostali powieszeni w ciągu 30 minut, a każdy z nich odśpiewał hymn czekając na swoją kolej. Na czas wykonania kary wprowadzono godzinę policyjną w Jiszuwie. Ciała zostały wywiezione do Safedu w celu ich pochowania w tym miejscu na życzenie skazanych. W tym celu żydowska dzielnica miasta została otoczona przez siły porządkowe. „The Palestine Post” napisała, że żydowscy więźniowie w Akce podczas wywozu ciał śpiewali żałobne pieśni.